# Гатая
Гатая е град в окръг Тимишоара, югозападна Румъния.

## История
Селището се споменава за първи път през 1323 година, а от 1779 година е град.

## Население
Населението в града през 2002 година е 8103 души.
| Етнически групи | Население | Процент |
| --------------- | --------- | ------- |
| румънци         | 6310      | 78,02 % |
| унгарци         | 966       | 11,94 % |
| сърби           | 114       | 1,40 %  |
| германци        | 112       | 1,38 %  |
| цигани          | 112       | 1,38 %  |
| други           | 473       | 5,84 %  |
| Общо            | 8103      | 100%    |